# いろは丸 (航運社)
いろは丸 （いろはまる）は、明治時代に東京に存在した舟運会社・航運社が所有した蒸気船である。同名の船が4隻（「第一」から「第四」）存在し、1882年（明治15年）から利根川水系を経由して東京と小見川・銚子・鉾田を結ぶ航路に就航したが、地元舟運会社との競争に敗れて1884年には航路を撤退した。

## 概要
航運社は、1882年9月に林千尋ら5人によって、東京府神田区猿楽町に設立された。3ヶ月後の12月の航路開設時にいろは丸は2隻（「第一」「第二」）が就航した。2隻のいろは丸は従来二日間を要した東京・下利根川都市間を一日で結んだ。翌1883年には銚子、鉾田まで航路が延長された。
この当時、利根川水系には銚子汽船、吉岡廻漕店、内国通運などの舟運業者がすでに存在していた。いろは丸はそれらとの競争にさらされることとなり、結局就航から2年後の1884年末をもって運航を終了した。
航運社では、航路に接続する形で利根川右岸の花野井（現・柏市）と江戸川左岸の加（現・流山市）をドコービル式鉄道で結ぶ計画を持っていたが、航路の撤退により実現しなかった。

## 各船の要目
※『印西の歴史』第三号による。
- 第一いろは丸：全長21.7m、全幅2.9m、喫水1.0m、出力15馬力
- 第二いろは丸：全長22.5m、全幅2.9m、喫水1.0m、出力15馬力
- 第三いろは丸：全長12.2m、全幅2.3m、喫水0.9m、出力8馬力
- 第四いろは丸：全長21.6m、全幅3.9m、喫水1.4m、出力15馬力